# Виктор
Виктор е мъжко име от латински произход и означава „победител“.

## Известни личности с името Виктор Който кара имен ден на 21.12.2024
- Виктор I – римски папа
- Виктор II – римски папа
- Виктор III – римски папа
- Виктор IV – антипапа
- Виктор IV – антипапа
- Виктор Скумин – руски учен, писател, философ
- Виктор Юго – френски писател
- Виктор Юшченко – президент на Украйна

## Географски обекти
- Градове в САЩ
  - Виктор (Айдахо)
  - Виктор (Айова)
  - Виктор (Колорадо)

## Литературни герои с името Виктор
- Виктор Франкенщайн — главният герой във Франкенщайн на Мери Шели
- Виктор Крум — герой от Хари Потър на Джоан Роулинг